# Drugstore Cowboy
Pour les articles homonymes, voir Cowboy.
Pour plus de détails, voir Fiche technique et Distribution.
Drugstore Cowboy est un film américain réalisé par Gus Van Sant en 1989, et adapté du livre éponyme écrit par James Fogle en 1976.
Le film reçoit le Prix de la CICAE à la Berlinale 1990

## Synopsis
Dans l'Amérique du début des années 1970, un groupe de toxicomanes mené par Robert Hughes, surnommé « Bob » (Matt Dillon) et sa femme Dianne (Kelly Lynch) volent des pharmacies épiceries (drugstores) à Portland dans l'Oregon pour subvenir à leurs besoins en drogues et en argent.

## Fiche technique
- Titre original : Drugstore Cowboy
- Réalisation : Gus Van Sant
- Scénario : Gus Van Sant, Daniel Yost d'après le roman de James Fogle
- Photographie : Robert D.Yeoman
- Décor : David Brisbin
- Montage : Mary Bauer, Curtiss Clayton

- Musique : Elliot Goldenthal
- Production : Avenue Pictures
- Producteurs : Cary Brokaw, Karen Murphy, Nick Wechsler
- Distribution : Forum Distribution
- Budget : 2 500 000 $ (estimation)
- Langue : anglais
- Film en couleurs
- Durée : 100 minutes
- Sortie : 20 octobre 1989 (États-Unis) / 11 avril 1990 (France)

## Distribution
- Matt Dillon (VF : Emmanuel Jacomy) : Bob Hughes
- Kelly Lynch (VF : Michèle Buzynski) : Dianne
- James Remar (VF : Mario Santini) : Gentry
- James LeGros (VF : Lionel Melet) : Rick, membre du gang
- Heather Graham (VF : Brigitte Bergès) : Nadine, membre du gang
- Max Perlich : David
- Grace Zabriskie (VF : Claude Chantal) : la mère de Bob
- William S. Burroughs (VF : Jacques Mauclair) : Tom, le prêtre

## Article annexe
- Psychotrope au cinéma et à la télévision